# Peter Lines
Peter Lines (Leeds, 11 dicembre 1969) è un giocatore di snooker inglese.

## Biografia
Peter Lines è sposato con Sarah e ha tre figli: Penny, Leo ed Oliver; quest'ultimo è anch'egli un giocatore di snooker, professionista dal 2014, con cui però, Peter non si è mai sfidato, malgrado facciano parte dello stesso tour. I due si allenano al Northern Snooker Centre di Leeds.

## Carriera

### 1991-1997
Divenuto professionista nella stagione 1991-1992, l'inglese raggiunge per due volte il secondo turno nella sua annata d'esordio (all'Asian Open e allo Strachan Open).
Lines esce in semifinale al Benson & Hedges Championship 1992, perdendo la possibilità di tentare a vincere il torneo per qualificarsi al Masters di Londra.
Per poter accedere alle fasi finali di un torneo professionistico, deve aspettare l'International Open 1995, in cui si qualifica battendo Fergal O'Brien, e supera il primo turno eliminando l'ex vincitore dello UK Championship e del Masters Doug Mountjoy, prima di essere a sua volta sconfitto da Ken Doherty.

### Stagione 1997-1998
Lines raggiunge buoni risultati nella stagione 1997-1998: si qualifica per il Grand Prix e per lo UK Championship nel 1997, ma viene battuto al primo turno, in entrambe le occasioni, rispettivamente da Steve Davis e da Mark King. In seguito, raggiunge il secondo turno al Welsh Open e all'International Open. Al termine dell'annata, l'inglese prende parte alle qualifiche per il Campionato mondiale, riuscendo ad accedere al tabellone principale, dopo aver vinto contro Dave Finbow, Stuart Pettman e Steve James, perdendo poi ai sedicesimi per mano del campione del mondo 1991 John Parrott.

### 1998-oggi
L'inglese porta a casa il suo primo torneo nel 1998, sconfiggendo Lee Walker, per 5-4, nella finale del Merseyside Professional Championship. Avanza fino ai quarti al China Open 1999, battendo anche due dei più forti giocatori del Main Tour, come John Higgins ai sedicesimi e Peter Ebdon agli ottavi, prima di perdere contro Brian Morgan.
In seguito, Lines non conquista altri piazzamenti migliori, finendo per essere relegato dal tour al termine della stagione 2003-2004. Dopo un breve rientro nel 2006-2007, l'inglese trascorre altri 8 anni consecutivi, dal 2008 al 2016, come professionista, facendo poi ritorno al massimo status nel 2017. Riesce a qualificarsi per lo UK Championship 2009, superando Xiao Guodong, Ian McCulloch e Nigel Bond nei turni preliminari. Nel tabellone principale, ottiene un agevole successo ai sedicesimi, battendo Marco Fu per 9-3; sconfigge al frame decisivo (9-8) Mark Williams, ma viene eliminato da Stephen Maguire ai quarti.
Nel 2017 si laurea campione del mondo Senior, sconfiggendo John Parrott nella finale del torneo, con il punteggio di 4-0. Compie un grande cammino al Paul Hunter Classic 2018, giungendo in semifinale, in cui perde contro Kyren Wilson, poi vincitore del trofeo, per 4-3.

## Ranking
| Stagione  | Ranking iniziale | Ranking finale |
| --------- | ---------------- | -------------- |
| 1991-1992 | Non classificato | 73             |
| 1992-1993 | 73               | 111            |
| 1993-1994 | 111              | 129            |
| 1994-1995 | 129              | 129            |
| 1995-1996 | 129              | 111            |
| 1996-1997 | 111              | 90             |
| 1997-1998 | 90               | 53             |
| 1998-1999 | 53               | 42             |
| 1999-2000 | 42               | 45             |
| 2000-2001 | 45               | 59             |
| 2001-2002 | 59               | 74             |
| 2002-2003 | 74               | 83             |
| 2003-2004 | 83               | 95             |
| 2006-2007 | Non classificato | 77             |
| 2008-2009 | Non classificato | 64             |
| 2009-2010 | 64               | 50             |
| 2010-2011 | 50               | 50             |
| 2011-2012 | 50               | 53             |
| 2012-2013 | 53               | 57             |
| 2013-2014 | 57               | 60             |
| 2014-2015 | 61               | 57             |
| 2015-2016 | 57               | 73             |
| 2017-2018 | Non classificato | 97             |
| 2018-2019 | 75               | 83             |
| 2019-2020 | Non classificato |                |

## Tornei vinti

### Titoli Non-Ranking: 2
| Titoli Non-Ranking                   | Titoli Non-Ranking | Titoli Non-Ranking | Titoli Non-Ranking |
| ------------------------------------ | ------------------ | ------------------ | ------------------ |
| Competizione                         | Anno               | Avversario         | Note               |
| Merseyside Professional Championship | 1998               | Lee Walker         | [ 7 ]              |
| World Seniors Championship           | 2017               | John Parrott       | [ 11 ] [ 14 ]      |